# 圣公会圣乔治堂 (哈利法克斯)
圣公会圣乔治圆形教堂（St. George's Anglican Round Church）是一座加拿大圣公会教堂，位于加拿大新斯科舍省哈利法克斯市中心，北区不伦瑞克街和康沃利斯街的拐角处。这是一座木结构圆形教堂，新古典主义帕拉第奧式建築风格。该堂于1800年动工，在很大程度上要归功于英国王室的财政支持。该堂的主要建筑师仍然是个谜，但是愛德華王子（维多利亚女王的父亲）在设计过程中具有很高的影响力和参与度。1983年公布为加拿大国家历史遗产。